# Zatoka Moreton
Zatoka Moreton (ang. Moreton Bay) – zatoka na wschodnim wybrzeżu Australii, w stanie Queensland, granicząca z Brisbane. Jest częścią Morza Koralowego Oceanu Spokojnego.

## Historia odkrycia
Obszar zatoki oraz wysp położonych w tym regionie początkowo były zamieszkiwane przez aborygenów, którzy nazywali zatokę Quandamooka. Zatoka i zamykające ją wyspy były widziane przez Jamesa Cooka w maju 1770 r. Zarówno sama zatoka jak i największa, północna wyspa (Moreton), nazwane zostały na cześć Lorda Mortona, przewodniczącego Royal Society i znanego patrona nauki. Pojawienie się litery „e” w nazwie spowodowane było błędem drukarskim w wydanym sprawozdaniu z podróży Cooka, którego już później nie prostowano.
Rejon zatoki Moreton był po raz pierwszy eksplorowany przez wyprawę M. Flindersa, który 17 lipca 1799 r. wylądował w miejscu zwanym dziś Woody Point, ok. 20 km na północ od obecnego centrum Brisbane. Miejsce to nazwał Red Cliff Point, od zabarwionych na czerwony kolor skał klifu, widocznego z zatoki. W 1823 r. zatokę badał z polecenia ówczesnego gubernatora Nowej Południowej Walii, sir Thomasa Brisbane’a, angielski żeglarz i podróżnik John Oxley, który rok później wrócił tu, by spenetrować ujście rzeki Brisbane.

## Geografia

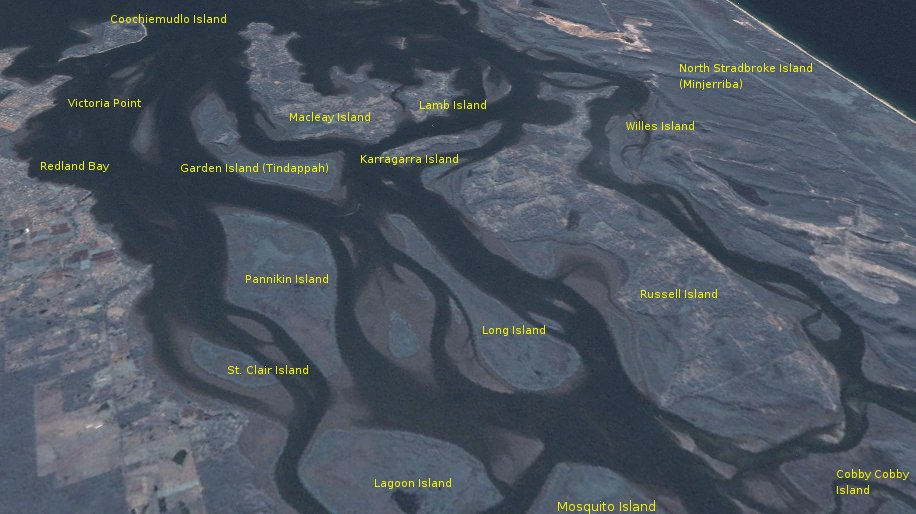
Wyspy położone na południu zatoki (Southern Moreton Bay Islands)

Zatoka Moreton powstała około 6000 lat temu w wyniku podnoszenia się poziomu morza. Zatoka rozciąga się na długości około 160 km od Caloundra na północy do Surfers Paradise na południu. W sumie na obszarze zatoki znajduje się 360 wysp. Najwięcej osób mieszka na wyspach w południowym regionie zatoki, m.in. na wyspach: Russell, Macleay, Lamb i Karragarra. W przeszłość wyspa Peel była wykorzystywana jako miejsce kwarantanny. Zatoka jest płytka i piaszczysta. Kanał żeglugowy, który przebiega przez północną część zatoki, zapewnia łączność z portem w Brisbane.
Od Pacyfiku oddzielona jest łańcuchem większych wysp: Moreton (na północy), Bribie, North Stradbroke oraz South Stradbroke (na południu).

## Obszary chronione
- Moreton Island National Park
- St Helena Island National Park

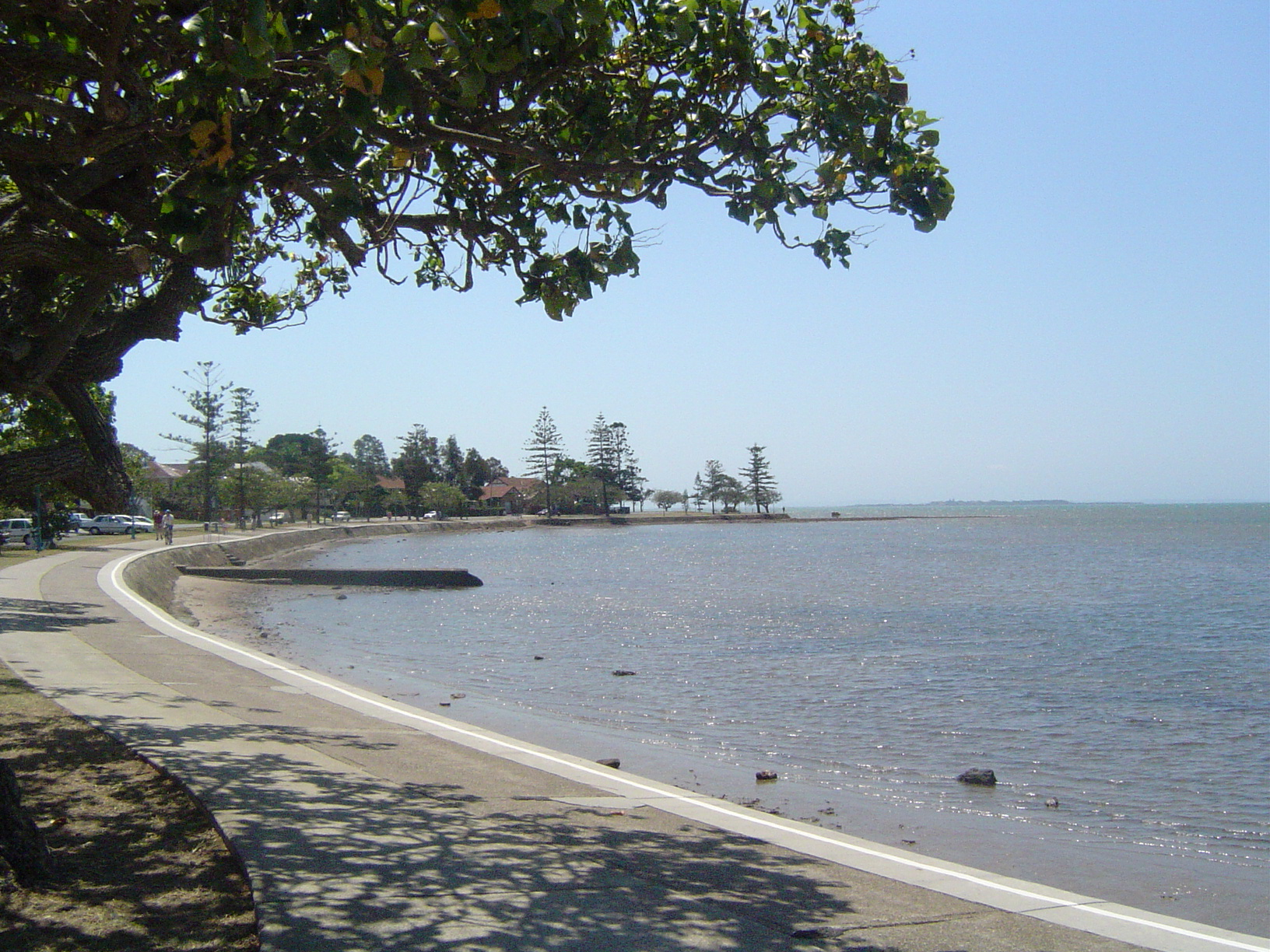
Manly w czasie odpływu

- Moreton Bay Marine Park – założony w 1993, obszar: 3400 km².
- Southern Moreton Bay Islands National Park

Zgodnie z konwencją ramsarską cześć Zatoki Moreton znajduje się na liście mokradeł o znaczeniu międzynarodowym.
W marcu 2009 doszło do wycieku 100 ton ropy oraz 30 ton paliwa i innych substancji toksycznych.

## Flora i fauna
Rejon zatoki zamieszkuje wiele morskich zwierząt, np.: wieloryby, delfiny, diugonie, rekiny i żółwie. Diugonie oraz żółwie są zagrożone ze względu na częste kolizje z łodziami motorowymi.
Zatoka stanowi popularne miejsce wśród wędkarzy. Pozyskiwane są z niej również różne „owoce morza”, np. homary Thenus orientalis, które są serwowane w wielu restauracjach w Queensland.
Nad zatoką rośnie endemiczny dla wschodniej Australii gatunek – figowiec wielkolistny.